# 巨星 (游戏)
《巨星》是盛大网络自主开发并运营的一款音乐类网络游戏，可以让玩家使用麦克风与线上玩家一起演唱歌曲，成为互联网上的KTV平台。2012年2月6日起，《巨星》停止运营

## K歌系统
巨星使用自主研发的演唱判定系统，对玩家歌唱的音准度、节奏感做出判定，并能根据不同玩家的Key（音调）进行智能调整，不会苛求玩家完全模仿原唱的Key（音调）。
演唱时同房间的其他玩家可以给演唱者打分和加油，两个玩家之间可以同时演唱PK，比较得分高低。
游戏分为“练歌房”、“K歌房间”、“任务模式”三种游戏方式
- “练歌房”模式可以让玩家在单独的房间中练习歌曲，适合对歌曲不熟悉或者刚进入游戏较为害羞的玩家。
- “K歌房间”可以让玩家在一起自由唱歌，当玩家选择歌曲后会进入排队，轮流演唱并相互评价。
- “任务模式”会提供各种任务供玩家挑战，例如演唱异性歌曲或者演唱难度较高或者较为特殊的歌曲并达到一定等级。

## 歌曲库
游戏中提供大量免费歌曲，供玩家下载演唱，新歌曲和部分热门歌曲需要付费用户才能下载。所有歌曲都与所属唱片公司签署授权使用协议。

## 玩家交流
巨星中每个玩家拥有自己的虚拟形象，可以在付费的游戏商城中购买各种道具装扮自己，并在演唱时像其他玩家展示。游戏中提供“同城房间”，玩家可以与自己相同城市的玩家K歌，在游戏中玩家可以使用文字聊天，并添加好友。
游戏中还提供名为“偶像”的特别好友系统，当遇到自己欣赏的其他玩家时，可以将其添加为“偶像”，为自己的“偶像”玩家使用道具，或者互相聆听对方唱歌都会提高“好感度”等级。

## 运营情况

### 中国大陆
2008年12月20日，在中国大陆开始公测
2009年1月24日，正式运营
2012年2月6日，停止运营

### 台湾
2008年6月，游戏公测
2009年2月27日，关闭所有服务器，进入长期维护状态

### 与浙江卫视合作
2009年1月24日，浙江卫视购买巨星的音乐K歌系统，作为电视节目我是大评委和我爱记歌词的歌唱评分系统。在电视节目中，嘉宾唱歌时电视画面中会出现与巨星游戏中完全一样的游戏画面，并以百分制为演唱者打分。